# Filmografía de Christopher Nolan

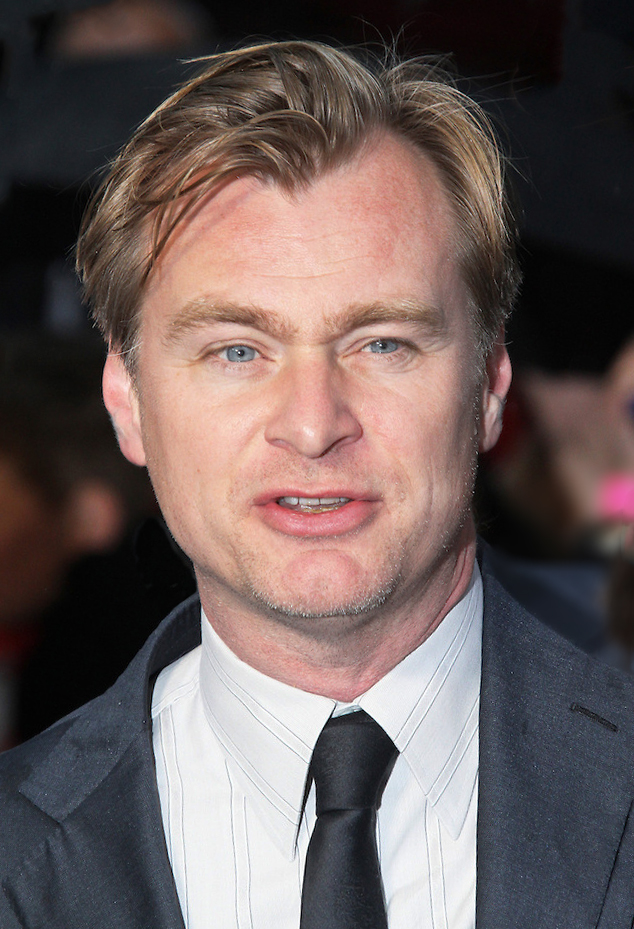
Nolan en el estreno de 2013 de Man of Steel

Christopher Nolan es un director, guionista y productor cinematográfico británico-estadounidense. Su debut como director de largometrajes fue el thriller policiaco neo-noir Following (1998), que fue hecho con un presupuesto de 6.000 dólares. Dos años más tarde, dirigió el thriller psicológico Memento (2000), el cual fue protagonizado por Guy Pearce como un hombre sufriendo de amnesia anterógrada  (pérdida de memoria a corto plazo) que busca al asesino de su esposa. De manera parecida a su largometraje de debut, la película tenía una estructura narrativa no lineal, y fue su película revelación. Fue aclamada por los críticos y tuvo un sorprendente éxito comercial. La película le valió a Nolan su primera nominación al Premio del Sindicato de Directores a la mejor dirección, además de ser nominado al Óscar al mejor guion original por escribir el guion. Poco después, dirigió una nueva versión del thriller de misterio Insomnia (2002), el cual fue protagonizado por Al Pacino, Robin Williams y Hilary Swank. Fue su primera película para Warner Bros., y tuvo un éxito crítico y comercial.
En 2005, Nolan dirigió la película de superhéroes Batman Begins de la compañía Warner Bros, la cual fue protagonizada por Christian Bale y contó la historia del origen del protagonista. El año siguiente, dirigió el thriller psicológico The Prestige (2006) donde Bale y Hugh Jackman interpretaban a magos rivales en el escenario del siglo XIX. Su película siguiente fue la secuela de Batman Begins, The Dark Knight, en la cual Bale retomó su rol como Batman junto a Heath Ledger como Joker. La película recaudó un total mundial de mil millones de dólares, siendo la más taquillera de 2008. Además, recibió 8 nominaciones en la 81.ª edición de los Premios Oscar, y Nolan recibió su segunda nominación en los Premios del Sindicato de Directores. En 2010, dirigió la película de acción Origen, protagonizada por Leonardo DiCaprio como un ladrón que lidera un equipo que roba información entrando en el subconsciente de las personas. Fue nominada para mejor película en los Premios Óscar, los Premios BAFTA y los Premios Globo de Oro, y Nolan recibió su tercera nominación en los Premios del Sindicato de Directores.
Dos años más tarde, Nolan dirigió The Dark Knight Rises (2012), la cual recaudó un total mundial en taquilla de 1 mil millones de dólares aproximadamente. Después, produjo la película de superhéroes de Zack Snyder Hombre de acero (2013) y dirigió la película de ciencia ficción Interstellar (2014), protagonizada por Matthew McConaughey, Anne Hathaway y Jessica Chastain, que ganó el Saturn a la mejor película de ciencia ficción. En 2017, Nolan dirigió la película de guerra Dunkerque, por la cual recibió su primera nominación al Óscar al mejor director y tres años después, dirigió la película de ciencia ficción Tenet (2020). Su siguiente largometraje fue Oppenheimer (2023), una película biográfica centrada en J. Robert Oppenheimer, con Cillian Murphy protagonizando al personaje principal, interpretación por la cual ganó el Óscar al mejor actor. Además, la película ganó el Óscar a la mejor película y Nolan consiguió el Oscar al mejor director.

## Películas
| Año  | Título                | Director | Guionista | Productor | Ref(s)        |
| ---- | --------------------- | -------- | --------- | --------- | ------------- |
| 1998 | Following             | Sí       | Sí        | Sí        | [ 22 ] [ 23 ] |
| 2000 | Memento               | Sí       | Sí        | No        | [ 22 ] [ 23 ] |
| 2002 | Insomnia              | Sí       | No        | No        | [ 22 ] [ 23 ] |
| 2005 | Batman Begins         | Sí       | Sí        | No        | [ 22 ] [ 23 ] |
| 2006 | The Prestige          | Sí       | Sí        | Sí        | [ 22 ] [ 23 ] |
| 2008 | The Dark Knight       | Sí       | Sí        | Sí        | [ 22 ] [ 23 ] |
| 2010 | Origen                | Sí       | Sí        | Sí        | [ 22 ] [ 23 ] |
| 2012 | The Dark Knight Rises | Sí       | Sí        | Sí        | [ 22 ] [ 23 ] |
| 2013 | El hombre de acero    | No       | Historia  | Sí        | [ 22 ] [ 23 ] |
| 2014 | Interstellar          | Sí       | Sí        | Sí        | [ 22 ] [ 23 ] |
| 2017 | Dunkerque             | Sí       | Sí        | Sí        | [ 22 ] [ 23 ] |
| 2020 | Tenet                 | Sí       | Sí        | Sí        | [ 9 ] [ 24 ]  |
| 2023 | Oppenheimer           | Sí       | Sí        | Sí        | [ 25 ]        |
| 2026 | La Odisea             | Sí       | Sí        | Sí        | [ 26 ]        |

Productor ejecutivo
| Año  | Título                             | Notas                                               | Ref(s)        |
| ---- | ---------------------------------- | --------------------------------------------------- | ------------- |
| 2014 | Transcendence                      |                                                     | [ 27 ] [ 28 ] |
| 2016 | Batman v Superman: Dawn of Justice |                                                     | [ 27 ] [ 28 ] |
| 2017 | Liga de la Justicia                |                                                     | [ 27 ] [ 28 ] |
| 2021 | Liga de la Justicia de Zack Snyder | Versión del director de Liga de la Justicia de 2017 | [ 29 ]        |

## Cortometrajes
| Año  | Título            | Director | Productor | Guionista | Director de fotografía | Editor | Notas                                                                                                  | Ref(s)               |
| ---- | ----------------- | -------- | --------- | --------- | ---------------------- | ------ | --- | -------------------- |
| 1989 | Tarantella        | Sí       | Sí        | Sí        | Sí                     | Sí     | Sin lanzamiento oficial, disponible en Media Burn Independent Video Archive. Codirigida con Roko Belic | [ 30 ] [ 31 ] [ 32 ] |
| 1996 | Larceny           | Sí       | Sí        | Sí        | Sí                     | Sí     | Sin lanzamiento oficial                                                                                | [ 30 ] [ 31 ] [ 32 ] |
| 1997 | Doodlebug         | Sí       | Sí        | Sí        | Sí                     | Sí     | | [ 30 ] [ 31 ] [ 32 ] |
| 2015 | Quay              | Sí       | Sí        | No        | Sí                     | Sí     | También compositor. Cortometraje documental                                                            | [ 30 ] [ 31 ] [ 32 ] |
| 2019 | The Doll's Breath | No       | Ejecutivo | No        | No                     | No     | | [ 33 ] [ 34 ]        |

## Apariciones en documentales
| Año  | Título                                   | Ref(s)        |
| ---- | ---------------------------------------- | ------------- |
| 2011 | These Amazing Shadows                    | [ 35 ] [ 36 ] |
| 2012 | Side by Side                             | [ 35 ] [ 36 ] |
| 2016 | Cinema Futures                           | [ 37 ]        |
| 2018 | James Cameron's Story of Science Fiction | [ 38 ]        |
| 2019 | Making Waves: The Art of Cinematic Sound | [ 39 ]        |